# الثلاثاء البدين
الثلاثاء البدين أو ثلاثاء المرافع أو يوم البان كيك هي مناسبة سنوية تحل في يوم الثلاثاء من كل عام الذي يسبق أربعاء الرماد، ويتم فيه الأكل بكل شراهة حيث أن هذا اليوم هو اليوم الأخير قبل الصوم الكبير طبقًا للعقيدة المسيحية.
ينتشر تقليد الثلاثاء البدين في العديد من البلدان الكاثوليكيّة حيث يرافق اليوم احتفالًا موسميًا سنويًا حيث يبدأ عادة مع الأحد الأخير الذي يسبق أربعاء الرماد أو أبكر من ذلك بعدّة أيام وليال. في الدول ذات الثقافة البروتستانتية يطلق على اليوم ما قبل أربعاء الرماد بفيتيسداجين، والمعروف أيضًا باسم «يوم الثلاثاء البدين» في التقويم المسيحي وفي المملكة المتحدة. يتم الاحتفال به في الدول البروتستانتية عن طريق تناول الكعك أو «السيملا» فضلًا عن البان كيك. السيملا هو نوع من المعجنات التقليدية المصنوعة من الطحين الأبيض.

## تاريخ
ثُلاثاء المَرْافَع احتفال لدى المسيحيين يُقام في ثلاثاء المرْفَع اليوم السَّابق لبدء الصَّوم الكبير، ويسمَّى أيضًا ثلاثاء الاعتراف. ويعتمد تاريخ احتفال ثلاثاء المَرْفَع على تاريخ عيد الفصح. يبدأ في نهاية موسم الكرنفالات الطَّويل الذي يبدأ هذا اليوم في 6 يناير أو الليلة الثانية عشرة. ويُحْتَفل به في العديد من بلاد الكنيسة الرُّومانية الكاثوليكية والمجتمعات الأخرى. إن ثلاثاء المَرْفَع تعني الثلاثاء السمين بالفرنسية، وقد نشأ المصطلح من عادة المرور بثور سمين عبر باريس في ثلاثاء المَرْفع.
أدخل المستعمرون الفرنسيون احتفال ثلاثاء المرفع إلى أمريكا في أوائل القرن الثامن عشر الميلادي، وأصبحت العادة شائعة في نيو أورليانز ولويزيانا، وانتشرت عبر دُّول أمريكا الجنوبية. وهو يوافق في بريطانيا أول يوم من أيام الصوم الكبير الذي يسبق أربعاء الرماد، ويتوافق مع يوم الصوم في ألمانيا. وفي ألمانيا يُسَمَّى ثلاثاء المرفع فاستنخت، وفي إنجلترا يُسمى يوم البانكيك أي يوم الفطائر المحلاَّة أو ثلاثاء البانكيك.

## تقاليد

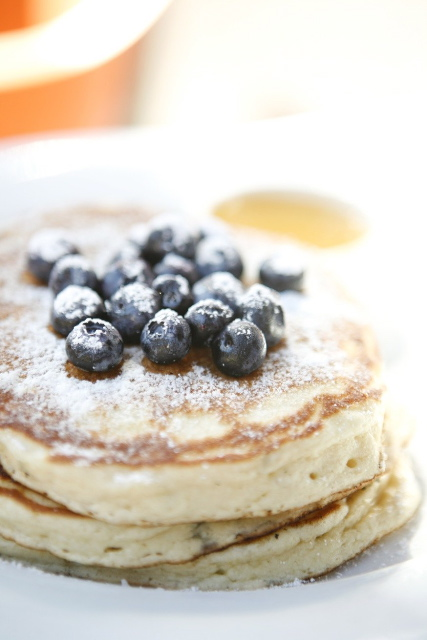
البان كيك؛ وهو من أطباق المطبخ البروتستانتي في يوم الثلاثاء السمين.

يرافق احتفالات يوم الثلاثاء البدين يوم فطائر بان كيك الذي يصادف قبل يوم من انطلاق الصوم لدى المسيحيين، ويُطلق على هذا اليوم بالإنجليزية اسم «Shrove Tuesday»، وهذه التسمية تعادل ما يعرف لدى المسيحيين في المنطقة الشرق أوسطية بيوم أحد المرفع، آخر يوم أحد قبل بدء الصوم والامتناع عن أكل كثير من المأكولات بما فيها الحلوى واللحوم. حيث أنّ البانكيك هي رمز البدء بالصوم لدى المسيحيين ويعرف يوم البانكيك باسم Shrove Tuesday وفعل Shrive يعني: الاعتراف. لأنه في الماضي كانت هذه المناسبة دينية بحتة وكان يتعين على المسيحيين القيام بفرض الاعتراف قبل البدء بالصوم.
في اليوم الذي يلي تناول البانكيك يتعين على الشخص بأن يبدأ صومه، وهذا اليوم يعرف بفرنسا باسم «ماردي غرا» الذي يسبق يوم الأربعاء أول يوم في الصوم، في المنطقة العربية يبدأ الصوم يوم الإثنين (اثنين الرماد). أكل البانكيك له دلالات لأنه قبل الصوم مباشرة، فهذه الفطيرة ينظر إليها على أنها لذيذة ومن الأطايب الدسمة التي يجب أن تحرم شهيتك منها طيلة فترة الصوم.
من تقاليد اليوم أن تقوم النساء في عدة بلدان مثل بريطانيا وأميركا بسباق البانكيك وهن يحملن المقالي في أياديهن ويقمن بتقليب الفطيرة لغاية نقطة الوصول إلى نهاية السباق. في الدول البروتستانتية الإسكندنافية مثل السويد والنرويج وفنلندا والدنمارك فضلًا عن دول البلطيق ذات الثقافة البروتستانتية كلاتفيا وأستونيا تؤكل حلويات وكعك السيملا على شرف هذه المناسبة.